# Cylindrotheristus fistulatus
Cylindrotheristus fistulatus är en rundmaskart som först beskrevs av Christian Wieser och Stephen Donald Hopper 1967.  Cylindrotheristus fistulatus ingår i släktet Cylindrotheristus och familjen Monhysteridae. Inga underarter finns listade i Catalogue of Life.